# Moselle Open 2013
Moselle Open 2013 — тенісний турнір, що проходив на кортах з твердим покриттям у місті Мец, Франція з 16 вересня. Належав до категорії ATP World Tour 250.

## Фінальна частина

### Одиночний розряд
Жиль Сімон —  Жо-Вілфрід Тсонга 6–4, 6–3

### Парний розряд
Юган Брунстрем /  Равен Класен —  Ніколя Маю /  Жо-Вілфрід Тсонга 6–4, 7–6(7–5)